# آرثر كولينز (سياسي)
آرثر كولينز (بالإنجليزية: Arthur Collins)‏ هو سياسي نيوزلندي، ولد في 31 ديسمبر 1832، وتوفي في 26 سبتمبر 1911. انتخب عضو مجلس النواب النيوزيلندي.